# Chuaj-chua
Chuaj-chua (čínsky pchin-jinem Huáihuà, znaky 怀化) je městská prefektura v Čínské lidové republice, kde patří k provincii Chu-nan.
Prefektura leží na západním kraji provincie, má rozlohu 27 540 čtverečních kilometrů a žije v ní zhruba čtyři a půl milionu obyvatel.

## Poloha a geografie
Město leží v hornaté oblasti mezi pohořími Wu-i a Sue-feng. Sousedí s prefekturami Šao-jang a Lou-ti na východě, s prefekturami Čcheng-te a Si-ang-si na severu, na západě s provinicii Kuej-čou a na jihu s provincie Kuang-si.

## Správní členění
Městská prefektura Chuaj-chua se člení na dvanáct celků okresní úrovně, a sice jeden městský obvod, jeden městský okres, pět okresů a pět autonomních okresů.
| Che-čcheng městský okres · Chung-ťiang okres · Čung-fang okres · Jüan-ling okres · Čchen-si okres · Sü-pchu okres · Chuej-tchung autonomní okres · Ma-jang autonomní okres · Sin-chuang autonomní okres · Č’-ťiang autonomní okres · Ťing-čou autonomní okres · Tchung-tao |                    |                       |             |                                         |
| Název | Název              | Počet obyvatel (2020) | Rozloha km² | Hustota zalidnění (obyv. na km²) (2020) |
| český přepis | znaky              | Počet obyvatel (2020) | Rozloha km² | Hustota zalidnění (obyv. na km²) (2020) |
| Městský obvod |                    |                       |             |                                         |
| Che-čcheng | 鹤城区             | 712 584               | 727         | 980                                     |
| Městský okres |                    |                       |             |                                         |
| Chung-ťiang | 洪江市             | 398 710               | 2 294       | 174                                     |
| Okresy |                    |                       |             |                                         |
| Čung-fang | 中方县             | 233 378               | 1 462       | 160                                     |
| Jüan-ling | 沅陵县             | 510 054               | 5 806       | 88                                      |
| Čchen-si | 辰溪县             | 407 578               | 1 991       | 205                                     |
| Sü-pchu | 溆浦县             | 757 797               | 3 425       | 221                                     |
| Chuej-tchung | 会同县             | 291 067               | 2 258       | 129                                     |
| Autonomní okresy |                    |                       |             |                                         |
| Ma-jang (miaoský) | 麻阳苗族自治县     | 313 305               | 1 570       | 200                                     |
| Sin-chuang (tungský) | 新晃侗族自治县     | 220 775               | 1 494       | 148                                     |
| Č’-ťiang (tungský) | 芷江侗族自治县     | 307 661               | 2 091       | 147                                     |
| Ťing-čou (miaoský a tungský) | 靖州苗族侗族自治县 | 233 638               | 2 208       | 106                                     |
| Tchung-tao (tungský) | 通道侗族自治县     | 201 047               | 2 215       | 91                                      |
| |                    |                       |             |                                         |
| Celkem | Celkem             | 4 587 594             | 27 540      | 167                                     |